# Hecatodistichon
Hecatodistichon es un poema que escrito por las hermanas Seymour, Jane, Anne y Margaret, en 1550. Fue el primer encomio escrito en inglés por una mujer y la única obra publicada en latín en el siglo XVI por una mujer inglesa, y la única obra de inglesas publicada en ningún idioma antes de la década de 1560.
Fue escrito con motivo del fallecimiento de Margarita de Navarra, hermana del rey de Francia y la reina de Navarra.
La obra se compone de 104 dísticos, o coplas de dos versos. Hecato es un prefijo asociado a la palabra griega que significa "cien".
El Hecatodistichon fue publicado por primera vez en París en 1550 por Nicolas Denison, el tutor de las hermanas. Fue publicado nuevamente en el 2000 en la serie The early modern Englishwoman por Ashgate Publishing.